# Metro 2034
Metro 2034 je postapokalyptický science fiction román ruského spisovatele Dmitrije Gluchovského. Byl vydán v roce 2009 jako sequel k románu Metro 2033. Odehrává se v prostředí Moskevského metra.
Kniha byla postupně vydána zdarma na webových stránkách autora. V roce 2014 byl vydán anglický překlad knihy.